# Унищожаване на броненосците „Хацусе“ и „Яшима“
Унищожаването на японските броненосци „Хацусе“ и „Яшима“ е епизод от Руско-японската война по море, в който Императорския флот на Япония губи два от основните си кораби – ескадрените броненосци „Хацусе“ и „Яшима“. Потопяването на тези кораби се смята за най-големия успех на Първа Тихоокеанска ескадра. Това е единствения случай от периода на „металното корабостроене“, когато руския флот успява в открито море да потопи линейни кораби на противника.

## Предистория
След гибелта на броненосеца „Петропавловск“, заедно с командващия го Степан Осипович Макаров, от японски мини, ВИД Началник на ескадрата контраадмирал Вилхелм Карлович Витгефт се отказва от активни действия до приключване на ремонта на повредените кораби. Японския флот, през това време, има постоянно дежурство в непосредствена близост до крепостта (Порт Артур).
Наблюдателните постове на Златната планина и Ляотешан от края на април систематически отбелязват движението на корабите на противника, блокиращи морето, на 10 – 11 мили от Порт Артур. При това офицерите на ескадрата забелязват, че японския отряд постоянно използва едни и същи маршрути.

## Унищожаването на броненосците
В края на април 1904 г. командира на минния заградител „Амур“ Фёдор Николаевич Иванов предлага да се поставят минни заграждения на пътя на японските кораби, на 11 мили от крепостта. В. К. Витгефт разрешава поставянето на загражденията, но на 8 мили от Порт Артур. Използвайки лошата видимост, на 14 май Ф. Н. Иванов поставя 50 мини, като нарушава заповедта и ги поставя на 11 мили от брега. По време на изпълнението на задачата „Амур“ всеки момент може да бъде открит от дозорните на японските кораби, но е скрит от мъгла. Безгрешната работа на екипажа осигурява висока скорост на поставянето на минното заграждение.
На следващия ден, 15 май, съединение от японски броненосци, следвайки обичайния си курс, се натъква на минното заграждение. Първи в 9 часа и 55 минути мина удря флагманския броненосец на отряда „Хацусе“. Известно време той остава над водата, което позволява на японците да евакуират от него част от щаба и половината екипаж. Неочаквано броненосеца удря още една мина, взривява се и почти мигновено потъва. При това загиват 36 офицера и подофицери, 445 матроса и нисши чинове и 12 волнонаемни служители. Почти едновременно с първия взрив на „Хацусе“ втори броненосец – „Яшима“ се насочва към него, за да го вземе на буксир, но сам се натъква на мина и губи ход. Малко по-късно той е взет на буксир от „Шикишима“ и корабите обръщат назад. На 5 мили от острова Еткаунтер рок, изоставения от екипажа си „Яшима“ е залят от вълна, кораба се преобръща и потъва в Жълто море извън зоната на видимост на руските наблюдателни постове, което позволява на японците дълго време да пазят в тайна гибелта на „Яшима“. След взривовете японските кораби започват стрелба във водата, приписвайки гибелта на корабите на руска подводница.
Излезлите в атака руски миноносци нямат успех, а останалите кораби на Първа Тихоокеанска ескадра получава заповед да пуснат екипажите си в отпуск на брега.

## Последици
Унищожението на два от шестте основни бойни кораби на японския флот е значителен успех за руското оръжие и поставя японците в сложно положение. Това кара японците да поставят в първа бойна линия два нови броненосни крайцера „Ниссин“ и „Касуга“, които обаче, заради малката си бойна мощ, не са адекватна замяна на загубените броненосци. Руския флот получава преимущество в количеството броненосци, от което, обаче, не успява да се възползва по време на сражението в Жълто море.